# Marsdenia queirozii
Marsdenia queirozii är en oleanderväxtart som beskrevs av Fontella. Marsdenia queirozii ingår i släktet Marsdenia och familjen oleanderväxter. Inga underarter finns listade i Catalogue of Life.